# Microtropis thyrsiflora
Microtropis thyrsiflora är en benvedsväxtart som beskrevs av Ching Yung Cheng och T.C. Kao. Microtropis thyrsiflora ingår i släktet Microtropis och familjen Celastraceae. Inga underarter finns listade.